# Samtgemeinde Eschershausen-Stadtoldendorf
La Samtgemeinde Eschershausen-Stadtoldendorf est une Samtgemeinde, c'est-à-dire une forme d'intercommunalité de Basse-Saxe, de l'arrondissement de Holzminden, au nord de l'Allemagne. Elle regroupe 11 municipalités.

## Source, notes et références
- (de) Cet article est partiellement ou en totalité issu de l’article de Wikipédia en allemand intitulé « Samtgemeinde Eschershausen-Stadtoldendorf » (voir la liste des auteurs).